# اسماعیل مطر
اسماعیل مطر ابراهیم خالص اجنیبی (به عربی: إسماعيل مطر إبراهيم خميس الجنيبي) یا به اختصار اسماعیل مطر (زادهٔ ۷ آوریل ۱۹۸۳)؛ بازیکن فوتبال اهل امارات متحده عربی است. که در باشگاه الوحده امارات بازی می‌کند
از باشگاه‌هایی که در آن بازی کرده‌است می‌توان به باشگاه فوتبال الوحده امارات و باشگاه ورزشی السد اشاره کرد.
وی همچنین در تیم‌های ملی فوتبال زیر ۲۰ سال امارات متحده عربی، زیر ۲۳ سال امارات متحده عربی، زیر ۲۳ سال امارات متحده عربی و امارات متحده عربی بازی کرده‌است.